# Wandolin
Wandolin – przysiółek w Polsce położony w województwie mazowieckim, w powiecie przasnyskim, w gminie Przasnysz.
Miejscowość wchodzi w skład sołectwa Zawadki.
W 1880 Wandomin Płocharka, folwark zamieszkany przez szlachtę. W 1891 nazwa wymiennie z Płocharka, miał 3 domy, 30 mieszkańców i 299 mórg. W 1915 całkowicie zniszczony. Odbudowany jako osada 1930 roku, miał trzy zagrody.
W latach 1975–1998 miejscowość administracyjnie należała do województwa ostrołęckiego. 
Urodził się tu Ludwik Czyżewski (1892–1985) – pułkownik piechoty Wojska Polskiego. 
Wierni Kościoła rzymskokatolickiego należą do parafii Chrystusa Zbawiciela w Przasnyszu.